# Platja de Pedreyada
La platja de Pedreyada es troba en el concejo asturià de Cuaña i pertany a la localitat de Villalocái. La platja és realment un pedrer amb forma de petxina, té una longitud d'uns 190-200 metres i una amplària mitjana d'uns 8-10 metre i està prop de la localitat de Pisa. El seu entorn és rural i amb un baix grau d'urbanització. Les sorres són grises de gra mitjà i té molt poca assistència. Els accessos són per als vianants i inferiors a un quilòmetre i de fàcil recorregut. Durant la pleamar la platja, que es divideix en dues, està dins de la badia de Figueras i la limitada per l'oest la «punta Engaramada», rica en mariscs i amb l'avantatge de tenir un pedrer relativament còmode.
Per accedir a la platja, que no té cap senyalització, cal partir des de Villalocái i des de la seva zona est s'observa un bosc molt atapeït. A la seva dreta es veuen diversos grups d'arbres dispersos. Cap a aquests es dirigeix una pista i al final d'ella hi ha un accés molt còmode en baixada que es divideix en dues,un per a cada part de les dues platges. La platja està molt poc visitada pel turisme malgrat tenir una les seves aigües una gran tranquil·litat i neteja. L'activitat recomanada és la pesca esportiva i la submarina. No disposa de cap mena de serveis.